# Regione storica

Alcune regioni storiche sono di coniazione o delimitazione recente. La definizione anglosassone di Medio oriente (originalmente in inglese Middle East) è stata inventata dallo stratega militare statunitense Alfred Mahan nel 1902 per riferirsi alle prossimità del golfo Persico.

Una regione storica (o area storica) è una regione geografica che in un determinato momento aveva una base culturale, etnica, linguistica o politica comune diversa dai confini attuali. Le regioni storiche sono utilizzate come strumenti per lo studio della storia e l'analisi dello sviluppo sociale delle culture specifiche del periodo relativo senza alcun riferimento alle organizzazioni politiche, economiche o sociali contemporanee.
Il principio fondamentale alla base di questa visione è che esistono strutture culturali, politiche e mentali più antiche che esercitano una maggiore influenza sulle identità spazio-sociali degli individui di quanto non sia inteso dal mondo contemporaneo, vincolate e spesso accecate dalla propria visione del mondo per esempio dall'attenzione sulla nazione -stato.
 Il fatto di condividere elementi comuni tra popolazioni può essere o meno il fattore di crescita di un senso di identità. In alcuni casi le regioni storiche possono corrispondere con stati antichi e occupare un'area geograficamente simile. Si studiano e si analizzano le zone storiche in termini dello sviluppo sociale delle locali culture storiche, in un periodo specifico, senza riferimento a fattori politici, economici o sociali contemporanei, anche se quei termini possono arrivare ad avere un influsso contemporaneo e persistere nell'organizzazione statale o amministrativa moderna. Le regioni storiche nascono inizialmente per effetto di fattori indipendenti dalle demarcazioni politiche, benché queste possono finire per influenzarle.
Il concetto di regione storica cominciò ad essere utilizzato e applicato in studi di etnografía, storia, archeologia e antropologia culturale agli inizi del secolo XX. Le definizioni di regione variano, e le regioni possono includere macroregioni come l'Europa, territori di stati tradizionali o aree microregionali più piccole. La vicinanza geografica è il presupposto spesso richiesto per l'emergere di un'identità regionale. In Europa, le identità regionali sono spesso derivate dal periodo delle migrazioni, ma per la prospettiva contemporanea sono spesso legate al periodo di trasformazione territoriale del 1918-1920 e al successivo alla guerra fredda.
Alcune regioni sono interamente ipotizzate, come il Medio Oriente, delimitata nel 1902 da uno stratega militare, Alfred Thayer Mahan, per riferirsi all'area del Golfo Persico. Altre possono avere la propria origine nell'antichità ed essere risorte, come Israele o la Macedonia.

## Definizione
Le regioni storiche, o paesi storici, sono aree geografiche definite col fine di studiare e analizzare l'evoluzione sociale e culturale dei suoi abitanti durante periodi specifici, senza riferimento alle organizzazioni economiche, sociali o politiche contemporanee.
Il principio fondamentale di questo punto di vista è che le vecchie strutture politiche e mentali esistono e svolgono sull'identità spaziale e sociale degli individui, un influsso maggiore di quanto il mondo contemporaneo comprenda, identità molte volte accecata per la sua propria visione del mondo (e spesso centrata, per esempio, sullo stato-nazione).
Il termine regione storica è un concetto di geografia storica che ha cominciato a essere utilizzato e applicato agli studi di etnografía, storia, archeologia e antropologia culturale agli inizi del secolo XX. Generalmente si applica ad aree definite che, nonostante la loro natura, non hanno uno stato indipendente o che sono state divise amministrativamente o incluse e assimilate posteriormente.

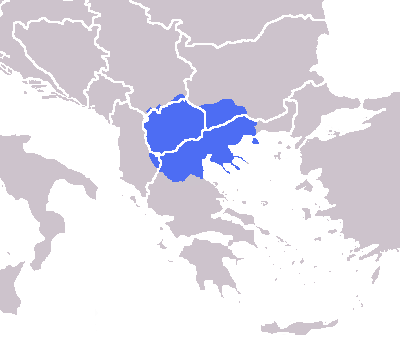
La regione storica della Macedonia, divisa negli stati odierni di Grecia, Macedonia del Nord, Albania, Bulgaria e Serbia, e il cui uso nominale ha dato luogo a una controversia tra i due primi

La regione di Slesia, distribuita tra Polonia, Repubblica Ceca e Germania, e origine di diversi conflitti di frontiera in diverse epoche storiche

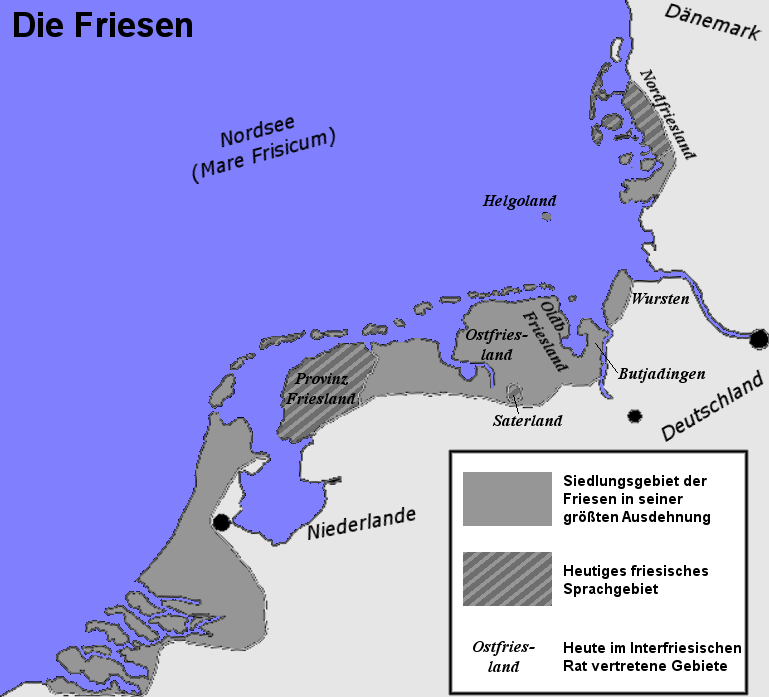
Mappa della regione storica della Frisia

Le dimensioni delle regioni storiche variano molto in macroregioni su scala continentale come Europa, territori tradizionali di popoli, nazioni o paesi, o microregioni più piccole a livello locale come le città. La prossimità geografica è spesso la condizione necessaria perché nasca un'identità regionale. Una regione storica è un'area delimitata nella quale le popolazioni generalmente condividono un patrimonio e eventi storici comuni e, spesso, hanno caratteristiche etniche o linguistiche specifiche. I limiti di queste regioni possono coincidere o non con le regioni geografiche o con entità politiche ancora esistenti o già estinte, come gli stati o gli imperi moderni.
Spesso, indipendentemente dalle strutture predominanti e i cambi politici ed economici dentro i confini dell'area in questione, esiste una coscienza comune degli abitanti di appartenere alla stessa regione storica. Questo sentimento può essere o non una fonte di identità, a secondo dei casi. In Europa, le identità regionali spesso sorgono dal periodo delle migrazioni, ma la prospettiva contemporanea è condizionata dal periodo di trasformazione territoriale di 1918-1920, e quello successivo alla guerra fredda.
Alcuni nomi si riferiscono a periodi storici, come "Borgogna" che risale ai burgundi. Altri ancora potrebbero risalgono all'Antichità come "Israele" o "Macedonia". È anche il caso di certi stati del Medioevo, come "Ghana" (il paese moderno non coincide, oltretutto, con l'Impero del Ghana antico). Il recupero di questi "inerti di nomi storici" non sempre riesce: così, l'intento del governo francese di far tornare in uso il nome dell'antica regione "Settimania" la regione francese moderna di Linguadoca-Rossiglione è fallito.
Alcune regioni sono di particolare importanza in certi periodi storici: la "Mesopotamia", per esempio, è molto importante nei campi della storia antica e l'archeologia, mentre altre regioni storiche sono quasi dimenticate (salvo per alcuni specialisti), come la "cultura Moche" in Sudamerica o il "Regno di Lunda" nel Sudafrica, mentre si discute sull'esistenza stessa di alcune, come nel caso dell'"Impero di Kitara" sempre in Africa.
Questi dubbi sono parte del dibattito scientifico: di fatto, il concetto di regione storica può essere più o meno rilevante secondo le circostanze e il paese. Alcuni storici includono imperi o regni estinti nella definizione di "regioni storiche", dando alla stessa un significato più ampio. Ma in molti casi, gli imperi non sono arrivati a detenere un grado sufficiente di isolamento e identità specifica, caratteristico della definizione rigida di regione storica.

## Elementi di definizione
- Mezzo geografico: Anche se l'uomo stabilisce i limiti della regione storica mediante la trasformazione graduale del territorio, le regioni sogliono condividere tratti geografici comuni.
- Economia: Il sistema economico può aiutare a delimitare le regioni; per esempio, il capitalismo nell'Europa del dopoguerra.
- Sviluppo socio-culturale: Interazioni socio-culturali e nascita di società. Per esempio, le caratteristiche proprie della regione e le differenze dal resto delle società antiche di Mesopotamia, Egitto e Grecia.
- Architettura: Propria di ogni regione con uno sviluppo socio-culturale simile, e che a sua volta permette lo studio su differenti scale; per esempio, il romanico su scala europea, e il romanico mudéjar su scala molto minore.